# San Isidro la Sociedad
San Isidro la Sociedad är en ort i Mexiko.   Den ligger i kommunen Venustiano Carranza och delstaten Chiapas, i den sydöstra delen av landet, 800 km öster om huvudstaden Mexico City. San Isidro la Sociedad ligger 820 meter över havet och antalet invånare är 343.
Terrängen runt San Isidro la Sociedad är kuperad åt nordost, men åt sydväst är den platt. Runt San Isidro la Sociedad är det ganska glesbefolkat, med 38 invånare per kvadratkilometer. Närmaste större samhälle är Venustiano Carranza, 17,0 km väster om San Isidro la Sociedad. Omgivningarna runt San Isidro la Sociedad är en mosaik av jordbruksmark och naturlig växtlighet.